# Naxos-radardetector

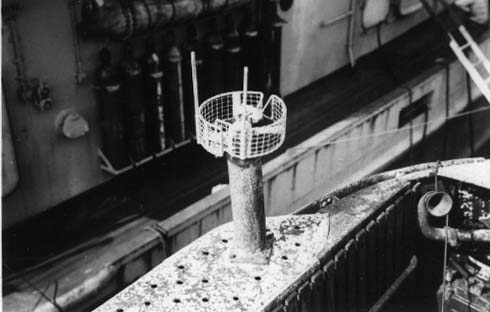
De Bali antenne voor de Naxos

De FuG 350 Naxos-radardetector was een systeem, ontwikkeld door Duitsland, en gebruikt in de Tweede Wereldoorlog om de 10 cm-radargolven van de Britse H2S-radar te onderscheppen.

## Achtergrond
Toen nazi-Duitsland het moeilijk begon te krijgen in Rusland, voerde het een rationalisatie in. Een Führerbefehl werd uitgevaardigd dat inhield, dat alle wetenschappelijke projecten binnen een termijn van zes maanden inzetbaar moesten zijn aan het front; zo niet, dan werden ze onmiddellijk stopgezet. Het hoofd van Telefunken, Dr. Runge, zag geen nut meer in de cm-radar, en stopte de ontwikkeling ervan. Tegen einde november 1942 werden zowel de DMW- (Dezimeterwellen, UHF) als de CMW- (Centimeterwellen, SHF) laboratoria gesloten. Generaal Martini heeft nog getracht om ze te heropenen, maar het ministerie van Luchtvaart (Reichsluftfahrtministerium, RLM) weigerde. Op 15 januari 1943 werd de beslissing onherroepelijk.
Toen op 2 februari 1943 een Britse Pathfinder Stirling neerstortte bij Hendrik-Ido-Ambacht in Nederland, vonden de Duitsers een vreemd voorwerp in de wrakstukken. Het waren de overblijfselen van een H2S-cm-radar (serienummer 6). Daarna hieven de Duitsers alle maatregelen voor het stopzetten van het cm-radaronderzoek onmiddellijk op. Ze noemden de gevonden H2S-radar het Rotterdam Gerät, en drie weken nadat de Stirling-bommenwerper neerstortte, kwam een Duitse werkgroep bijeen: de Arbeitsgemeinschaft Rotterdam - AGR, met Dr. Brandt als voorzitter. De werkgroep kreeg volledige volmachten en begon een wedren tegen de tijd om de Britten bij te benen. Omdat de ontwikkeling van de cm-radar een groot wetenschappelijk terrein besloeg, werd besloten om parallel aan verschillende projecten te werken. Een van die projecten was de ontwikkeling van een H2S-radardetector met automatische doelzoeker. Dit project kreeg de codenaam Naxos.

## Technisch principe van Naxos
De Duitse wetenschappers bij Telefunken stonden bij de tweede start van het onderzoek naar een cm-radar voor de uitdaging dat de ontvangstprincipes van zeer hoge frequenties totaal anders zijn dan wat ze gewend waren. De Duitsers kozen voor hun Naxos-ontvangstmodule een breedbandfilter (wegens rationalisatie of wegens pure noodzaak?) waarbij de ontvanger rechtstreeks is aangesloten op de antenne (het ontwerp van de Naxos-antenne was zeer geavanceerd voor zijn tijd). De ontvangstdiodes van de eerste SHF-ontvangers (Engelstalige afkorting voor super high frequency) waren van middelmatige kwaliteit, doch wegens de hoge vermogens die door de zenders werden uitgezonden, was dit meestal geen probleem. Aan het uitgangssignaal van de Naxos-radardetector was duidelijk de pulsfrequentie van de radar (PRF = pulse repetition frequency) te herkennen. Dit uitgangssignaal werd op zijn beurt gemoduleerd op een frequentie van 22 of 33 Hz (door de rotatie van de antenne met 1300 of 2200 omwentelingen per minuut). De antenne moest zo snel draaien om met zekerheid het H2S-signaal te kunnen detecteren, daar de H2S-antenne ook roteerde. Het antennesignaal ging dan via een coaxkabel en een doorlaatfilter naar de ontvangstmodule. De eerste Naxos-radardetector had een doorlaatfilter tussen de antenne en de ontvanger/detector om alle interferentie en niet gewenste frequenties weg te filteren, doch men ontdekte dat het wegnemen van het doorlaatfilter het uitgangssignaal van de ontvanger/detector verhoogde. Na de ontvanger/detector plaatste men een laagfrequent-versterker (120 dB) waarvan het frequentiegedrag was aangepast aan de H2S-radarpuls. De uitgang van de versterker werd rechtstreeks aangesloten op een scherm.

## De eerste testen
De eerste experimentele test van de Naxos-radardetector werd uitgevoerd op 11 september 1943. Sir Bernard Lovell van de Britse inlichtingendienst omschreef in een rapport dat zijn dienst klare bewijzen had gevonden dat de Duitsers hun H2S-radar kon detecteren en dat de Duitsers vanaf 28 november 1943 hun jachtvliegtuigen met de ontvanger uitrustte, met als codenaam "Naxos", om de H2S-uitzendingen van de Britse bommenwerpers te detecteren.

## De eerste productie
Toen Naxos werd ontwikkeld was het Duitse "vriend-vijand-detectiesysteem" (FuG 25) achterhaald en afgeschreven, maar door de FuG25-module aan te passen aan het Naxos-ontwerp, hadden de Duitsers zeer snel een Naxos-radardetector voorhanden. Later werden aangepaste versies geproduceerd.

## Overzicht
- Luftwaffe-reeks:
  1. FuG 350 Naxos 1
  2. FuG 350 R Naxos R
  3. FuG 350 Z Naxos Z, prototype waarbij het gedetecteerde doel werd aangegeven op het scherm als een punt. De Naxos Z-subverianten werden ontwikkeld voor nachtjagers en gemonteerd boven op de luifel van het vliegtuig. Naxos Z kon de RAF-bommenwerpers vlugger detecteren dan het vroegere detectiesysteem: de Flensburg radar detector (FuG 227 Flensburg).
  4. FuG 350 Za Naxos Za, subvariant op Naxos Z met een J-scoop-scherm. Op 30 juli 1944 werden 65 stuks FuG 350 Za ingebouwd.
  5. FuG 350 Zb Naxos Zb, subvariant op Naxos Z met een J-scoop-scherm. Op 30 juli 1944 werden 118 stuks FuG 350 Za ingebouwd.
  6. FuG Zc Naxos Zc. Op 30 juli 1944 waren er 99 systemen operationeel.
  7. Naxos ZP 3, versie gebruikt in de mobiele ontvangstwagen Funkwagen. Het is niet duidelijk of Naxos ZP 3 een variant is op Naxos Z or Naxos Zc.
  8. FuG 350 ZR Naxos ZR een combinatie van roterende en 2 gescheiden antennes. De gescheiden antennes werden in de staart van een nachtjager gebouwd om zo een waarschuwingssysteem te bekomen wanneer een RAF-vliegtuig hun achtervolgde. De RAF De Havilland Mosquito-vliegtuigen hadden immers de AI Mk IV radar gemonteerd. Waarschijnlijk één prototype van gebouwd.
  9. FuG 350 ZX Naxos ZX voor 3 cm band. Doel werd op het scherm getoond als een punt. Geen andere details bekend.
  10. FuG 350 ZD Naxos ZD, combinatie van een 9 cm- en 3 cm-antenne. Voor de 3 cm werd er 1 antenne gebruikt, de 9 cm had nog steeds de dubbele antennes. Eén prototype van gemaakt.
- Kriegsmarine-reeks:
  1. FuMZ 6, FuMB 7 Naxos (I), gemaakt in 5 frequentiebanden; 1a - 1y, tussen 2500 MHz en 7500 MHz.
  2. FuMB 24 Naxos F1 of Fliege, slecht 1 prototype van gemaakt.
  3. FuMZ 6 Cuba II, ontworpen om de druk op diepere waters te weerstaan als de schokgolven van dieptebommen. Werd gemonteerd op de U-boot uitkijktoren (slechts 1 antenne).
  4. ZA 280 Naxos T (Tunis), ook bekend als FuMB 24 + FuMB 25. Een horizontale antenne werd gebruikt voor de 9 cm-band, een hoornantenne werd gebruikt voor de 3 cm-band. De Duitse marine bestelde 1700 stuks op 31 augustus 1944, waarvan 270 stuks werden geleverd.
  5. FuMB 23 Naxos ZM 1b (2510 - 3750 MHz). Honderd systemen werden besteld en geleverd tegen oktober 1944.
  6. FuMB 41 Naxos ZMX Eén prototype gemaakt.
  7. Naxos ZM 3b, protoype voor U-boten, doch project werd afgeblazen en vervangen door ZM 4b.
  8. FuMB 28 Naxos ZM 4b (2500 - 3500 MHz) met antenne ZA 290M. 1700 stuks besteld, waarvan er 22 geleverd zijn.

## Nabeschouwingen
Het Naxos-systeem was een antwoord op de dodelijke dreiging van de H2S in de Britse bommenwerpers. De ontwikkeling van het project was continu onderhevig aan druk en werd, zeker in het begin, geleid als een rampenplan. Initieel werden reeds bestaande FuG25-radiomodules omgevormd tot de versterkers van de Naxos-radardetector.
De opvolger van Naxos was Korfu, een meer geavanceerde detector met een grotere reikwijdte en betere nauwkeurigheid. Korfu werd nauwelijks gebruikt (reden onbekend), doch Naxos daarentegen was wijd verspreid.